# Фон Хофф, Фердинанд Хуго Беньямин
Фердинанд Хуго Беньямин фон Хофф или ван Хофф (нем. Ferdinand Hugo Benjamin von Hoff; 24 апреля 1820, Хардервейк — 29 декабря 1894, Гаага) — нидерландский литератор.
Окончил Лейденский университет, там же в 1843 г. защитил диссертацию «Миф о Елене у Еврипида» (лат. De mytho Helenae Euripideae). Преподавал в гимназии сперва в Амстердаме, а в 1849—1890 гг., до выхода на пенсию, в Зютфене.
Опубликовал в 1864 году, в разгар Второй Шлезвигской войны, книгу «Шлезвиг-Гольштейн. Нерешённый вопрос, рассмотренный исторически и разъяснённый» (нидерл. Sleeswijk-Holstein. Het hangende vraagstuk historisch beschouwd en ontwikkeld). В 1871 году под псевдонимом Phantastikos напечатал пьесу «Тучекукуйщина» (нидерл. Nephelokokkygia) — модернизированную фантазию на темы комедии Аристофана «Птицы».